# Türkiye Süper Kupası 2021
La Türkiye Süper Kupası 2021 è stata la quarantottesima edizione della Türkiye Süper Kupası. Si è disputata il 5 gennaio 2022 allo Stadio Ahmed bin Ali di Doha, in Qatar, tra il Beşiktaş, vincitore della Süper Lig 2020-2021 e della Türkiye Kupası 2020-2021 e l'Antalyaspor, finalista della Türkiye Kupası 2020-2021. Il Beşiktaş ha conquistato il trofeo per la nona volta nella sua storia.

## Le squadre
| Squadre     | Qualificazione                                                       | Partecipazioni precedenti (il grassetto indica la vittoria)                                                                 |
| ----------- | -------------------------------------------------------------------- | --- |
| Beşiktaş    | Vincitore della Süper Lig 2020-2021 e della Türkiye Kupası 2020-2021 | 20 (1966, 1967, 1974, 1975, 1977, 1982, 1986, 1989, 1990, 1991, 1992, 1993, 1994, 1995, 1998, 2006, 2007, 2009, 2016, 2017) |
| Antalyaspor | Finalista della Türkiye Kupası 2020-2021                             | Esordiente |

## Tabellino
| Arbitro: | Halil Hope Meler (Smirne) |

|                                         |                      |                                |
| Hutchinson 33’                          | Marcatori            | 74’ (aut.) Hutchinson          |
| Alex Teixeira Batshuayi Hutchinson Vida | Tiri di rigore 4 – 2 | Vural Erdilman Özmert Floranus |

| Beşiktaş | Antalyaspor |

### Formazioni
| Beşiktaş (4-3-3) |    |                      |      |      |
|                  |    |                      |      |      |
| P                | 30 | Ersin Destanoğlu     |      |      |
| D                | 2  | Valentin Rosier      |      |      |
| D                | 24 | Domagoj Vida         |      |      |
| D                | 4  | Javi Montero         |      |      |
| D                | 3  | Rıdvan Yılmaz        |      | 103’ |
| C                | 5  | Josef de Souza       |      |      |
| C                | 13 | Atiba Hutchinson (c) |      |      |
| C                | 15 | Miralem Pjanić       | 55’  | 68’  |
| A                | 28 | Kenan Karaman        |      | 80’  |
| A                | 17 | Cyle Larin           |      | 73’  |
| A                | 19 | Michy Batshuayi      |      |      |
| A disposizione:  |    |                      |      |      |
| P                | 61 | Emre Bilgin          |      |      |
| D                | 74 | Göktuğ Baytekin      |      |      |
| D                | 23 | Welinton             | 113’ | 103’ |
| D                | 77 | Umut Meraş           |      | 68’  |
| C                | 65 | Emirhan İlkhan       |      | 80’  |
| C                | 68 | Demir Ege Tıknaz     |      |      |
| C                | 72 | Emirhan Delibaş      |      |      |
| C                | 90 | Alex Teixeira        |      | 79’  |
| Allenatore:      |    |                      |      |      |
| Önder Karaveli   |    |                      |      |      |

| Antalyaspor (3-4-3) |    |                    |     |     |
|                     |    |                    |     |     |
| P                   | 25 | Ruud Boffin        | 60’ |     |
| D                   | 89 | Veysel Sarı (c)    |     |     |
| D                   | 13 | Fyodor Kudryashov  |     |     |
| D                   | 6  | Eren Albayrak      |     | 46’ |
| C                   | 15 | Andrea Poli        |     | 95’ |
| C                   | 10 | Deni Milošević     |     | 64’ |
| C                   | 77 | Bünyamin Balcı     |     |     |
| C                   | 11 | Güray Vural        |     |     |
| A                   | 27 | Houssam Ghacha     |     | 64’ |
| A                   | 7  | Doğukan Sinik      |     | 98’ |
| A                   | 17 | Enzo Crivelli      |     | 75’ |
| A disposizione:     |    |                    |     |     |
| P                   | 1  | Doğukan Özkan      |     |     |
| P                   | 99 | Diogo Sousa        |     |     |
| D                   | 2  | Sherel Floranus    |     | 95’ |
| C                   | 8  | Nuri Şahin         |     |     |
| C                   | 23 | Amilton            |     | 64’ |
| C                   | 38 | Mustafa Erdilman   |     | 98’ |
| C                   | 88 | Hakan Özmert       |     | 64’ |
| A                   | 12 | Paul Mukairu       |     | 46’ |
| A                   | 41 | Gökdeniz Bayrakdar |     | 75’ |
| Allenatore:         |    |                    |     |     |
| Nuri Şahin          |    |                    |     |     |